# Zamek w Czarnobylu
Zamek w Czarnobylu – zamek drewniany wzniesiony w 1548 w Czarnobylu przez kniazia Fryderyka Prońskiego.

## Historia
Kiedy z Wilna w 1563 roku wysyłano moc rynsztunku dla uzbrojenia zamku w Kijowie, czy zamku w Czerkasach gród w Czarnobylu dostał 6 starych wielkich falkonetów i 30 hakownic. W 1566 roku król Polski Zygmunt II August darował zamek rotmistrzowi Filonowi Semenowiczowi Kmicie w zamian za Lityn. Przywilej ten był datowany w Bielsku 29 marca 1566 roku. Filon otrzymał spokojną, osiadłą i zamożną posiadłość. Filon ożeniony pierwszym ślubem z Zofią Chodkiewiczówną, powtórnie z księżniczką Kapuścianką zostawił córkę Zofię z pierwszego małżeństwa, która wyszła za mąż za hr. Łukasza Sapiehę (po 1567- zm. 1626). W ten sposób zamek jako wiano przeszedł do rodu Sapiehów. Po śmierci Łukasza Sapiehy około roku 1626 zamkiem zarządzał Kazimierz Leon Sapieha, podkanclerzy litewski, syn Lwa Sapiehy hetmana i wojewody, ożeniony z Teodorą Krystyną Tarnowską. Po śmierci Kazimierza Leona w 1656 r. właścicielem był Kazimierz Władysław Sapieha, kasztelan trocki z kodeńskiej linii Sapiehów, który zmarł 1703 roku, mając 53 lata. Zostawił dwie córki: Justynę, która wyszła za hr. Józefa Krasickiego i Cecylię, dziedziczkę Czarnobyla, która wyszła za Jana Karola Chodkiewicza (1686–1712). Jedynym spadkobiercą Cecylii Chodkiewiczowej był jej wnuk Jan Mikołaj (1738–1781), kolejny starosta generalny żmudzki.

## Dwór
Właściciel Jan Mikołaj Chodkiewicz nie mieszkał w zamku, lecz w sąsiadującym z nim parterowym, liczącym dziewięć pokoi dworku, który później został kilkakrotnie przebudowany i ostatecznie w 1865 roku liczył 22 pokoje, dwie kuchnie i piwnice. W 1896 roku Chodkiewiczowie sprzedali państwu rosyjskiemu miasto, lecz w ich posiadaniu do 1910 roku pozostał zamek i dwór.